# Бедень (Муреш)
Бедень, Бедені (рум. Bedeni) — село у повіті Муреш в Румунії. Входить до складу комуни Гелешть.
Село розташоване на відстані 247 км на північний захід від Бухареста, 18 км на південний схід від Тиргу-Муреша, 96 км на схід від Клуж-Напоки, 110 км на північний захід від Брашова.

## Населення
За даними перепису населення 2002 року у селі проживали 174 особи, з них 173 особи (99,4%) угорців. Рідною мовою 173 особи (99,4%) назвали угорську.